# Ibrahim Adel
Ibrahim Adel Aly Mohamed Hassan (* 23. April 2001 in Port Said) ist ein ägyptischer Fußballspieler, der als Mittelstürmer beim Pyramids FC unter Vertrag steht.

## Karriere

### Verein
Adel spielte in seiner Jugend für den Pyramids FC und unterschrieb im Juli 2019 einen Profivertrag, nachdem er im Mai 2019 beim 1:1-Auswärtsspiel in der Egyptian Premier League gegen den Haras El-Hodood SC sein Debüt für die erste Mannschaft gemacht hatte. In der Saison 2019/20 etablierte er sich in der Mannschaft und war in der zweiten Hälfte der Saison bei jedem Spiel beteiligt, sodass er insgesamt auf 16 Einsätze in der Liga kam. Zudem gab er im CAF Confederation Cup sein Debüt, als er bei der 0:1-Heimniederlage gegen Rangers International in der 79. Spielminute für John Antwi eingewechselt wurde. Mit seinem Team erreichte er im CAF-Cup das Finale, musste sich dort jedoch gegen RS Berkane geschlagen geben.